# Leninogorsk
Leninogorsk (ros. Лениногорск) – miasto w Rosji w Tatarstanie. Osada założona w 1948, miasto od 1955. Liczy 61 695 mieszkańców (2020).
W mieście rozwinął się przemysł materiałów budowlanych. Ośrodek wydobycia ropy naftowej oraz gazu ziemnego.

## Sport
- Nieftianik Leninogorsk – klub hokejowy